# Argyreia fulgens
Argyreia fulgens är en vindeväxtart som beskrevs av Jacques Denys Denis Choisy. Argyreia fulgens ingår i släktet Argyreia och familjen vindeväxter. Inga underarter finns listade i Catalogue of Life.